# Konrad Kinzl
Konrad Kinzl (* 18. Juli 1940; † 8. April 2022) war ein kanadischer Althistoriker österreichischer Herkunft.
Konrad Kinzl studierte Alte Geschichte, Klassische Philologie und Archäologie an der Universität Wien, wo er Ende 1967 bei Fritz Schachermeyr zum Dr. phil. promoviert wurde. Anschließend arbeitete er ein halbes Jahr als Bibliothekar an der Universitätsbibliothek der Universität Wien. 1968 verließ er Österreich. 1969 ging er als Visiting Assistant Professor an die Universität Ottawa. Zum 1. Juli 1971 wechselte er als Assistant Professor an die Trent University in Peterborough (Ontario), wo er 1974 zum Associate Professor und 1981 zum Full Professor of Ancient History ernannt wurde. Zum 30. Juni 2006 wurde er emeritiert. Er wirkte auch als Gastprofessor an der Freien Universität Berlin (1981–1982), an der Universität Mannheim (Sommersemester 2003), sowie als Gastwissenschaftler an den Universitäten Mannheim (WS 2006–2007, 2008) und Freiburg (2005, WS 2006–2007).
Kinzl beschäftigte sich besonders mit der griechischen Geschichte. Seine Forschungsschwerpunkte waren die Epochen der Archaik und Klassik, historiografische Methodik und verschiedene Staatsformen der Antike. Kinzl veröffentlichte seine Schriften hauptsächlich in englischer, teils auch in deutscher Sprache. Er war auf Lebenszeit Mitglied der Society for Classical Studies (ehedem American Philological Association), der Mommsen-Gesellschaft und der Classical Association.

## Schriften
- Miltiades-Forschungen (= Dissertationen der Universität Wien. Band 24). Notring der wissenschaftlichen Verbände Österreichs, Wien 1968.
- als Herausgeber: Greece and the eastern Mediterranean in ancient history and prehistory. Studies presented to Fritz Schachermeyr on the occasion of his 80th birthday. Walter de Gruyter, Berlin/New York 1977, ISBN 3-11-006637-8.
- als Herausgeber: Die ältere Tyrannis bis zu den Perserkriegen. Beiträge zur griechischen Tyrannis (= Wege der Forschung. Band 510). Wissenschaftliche Buchgesellschaft, Darmstadt 1979, ISBN 3534073185.
- als Herausgeber: Problems and method in Greek history. Sonderausgabe der Zeitschrift: Classical Views/Echos du monde classique. Neue Reihe, Band 7, Nummer 3, 1988, S. 285–412.
- als Herausgeber: Demokratia. Der Weg zur Demokratie bei den Griechen (= Wege der Forschung. Band 657). Wissenschaftliche Buchgesellschaft, Darmstadt 1995, ISBN 3-534-09216-3.
- als Herausgeber: A Companion to the Classical Greek World. Blackwell, Oxford/Malden (MA) 2006, ISBN 978-0-631-23014-4.